# Petrecere privată
Petrecere privată este un film românesc din 2017 regizat de Octav Chelaru. Rolurile principale au fost interpretate de actorii Luca Moldoveanu, Ioana Flora și Daniel Popa.

## Distribuție
Distribuția filmului este alcătuită din:
- Luca Moldoveanu — Ovi
- Ioana Flora — Mama
- Daniel Popa — Tatăl
- Aida Economu — Tânăra
- Claudiu Dumitru — Taximetristul
- Diana Cavallioti — Colega
- Andrei Ciopec — Paznicul
- Mihai Rîpan — Taximetristul staționat
- David Zory — Colegul insistent